# Privogyino
Privogyino  (oroszul: Приводино) városi jellegű település Oroszország Arhangelszki területén, a Kotlaszi járásban.
Lakossága: 3161 fő (a 2010. évi népszámláláskor).
Az Arhangelszki terület délkeleti részén, az Északi-Dvina egyik holtágának bal partján terül le. Területén vezet az észak-déli irányú Ureny–Velikij Usztyug–Kotlasz (P-157 jelű) országút. Kb. 25 km-re délre fekszik a jobb parti nagy várostól, Kotlasztól, mellyel jó összeköttetést biztosít az Északi-Dvinán átívelő 2001-ben átadott közúti híd.
A legközelebbi vasútállomás a 15 km-re lévő Jadriha, a Konosa–Kotlasz vasúti fővonalon. A Privogyinón át Velikij Usztyug felé vezető 55 km hosszú szárnyvonalat a 2010-es évek elején nem, vagy csak rendszertelenül, áruszállítására használták.
A településről először egy 1726-ból való irat tesz említést. A korábbi falut 1941 áprilisában munkástelepülés kategóriába sorolták át.